# Герб Лабытнанги
Герб муниципального образования город Лабытнанги Ямало-Ненецкого автономного округа Российской Федерации.

## Описание герба
«В лазоревом (синем, голубом) поле серебряные горы о двух больших вершинах и между ними одной малой, обрамлённые золотой головой оленя с черными глазами, тонко окаймленной чёрным, в сопровождении шести серебряных, тонко окаймлённых зеленью лиственниц по сторонам, по три с каждой стороны, и одной между рогами; во главе щита — серебряная снежинка с лиственничными концами, лазоревая оконечность посередине пятикратно выщерблена»

## Обоснование символики
В гербе города изображены:
семь лиственниц, давшие имя городу (хант. лапыт нангк — семь лиственниц),
голова жертвенного оленя,
Уральские горы,река Обь,просторы тундры — сокровищницы Ямало-Ненецкой земли,
снежинка — символ долгих холодов.
Автором герба Лабытнанги является Заслуженный работник культуры Российской Федерации Ятло Петр Иванович.
Герб муниципального образования город Лабытнанги утвержден решением № 41 Городской Думы от 30 декабря 1997 года.
3 июня 1998 года Государственная Дума Лабытнанги своим решением № 76 внесла изменения и дополнения в Положение «О гербе города Лабытнанги».
Герб внесён в Государственный геральдический регистр Российской Федерации под № 321.